# Veronica Ferres

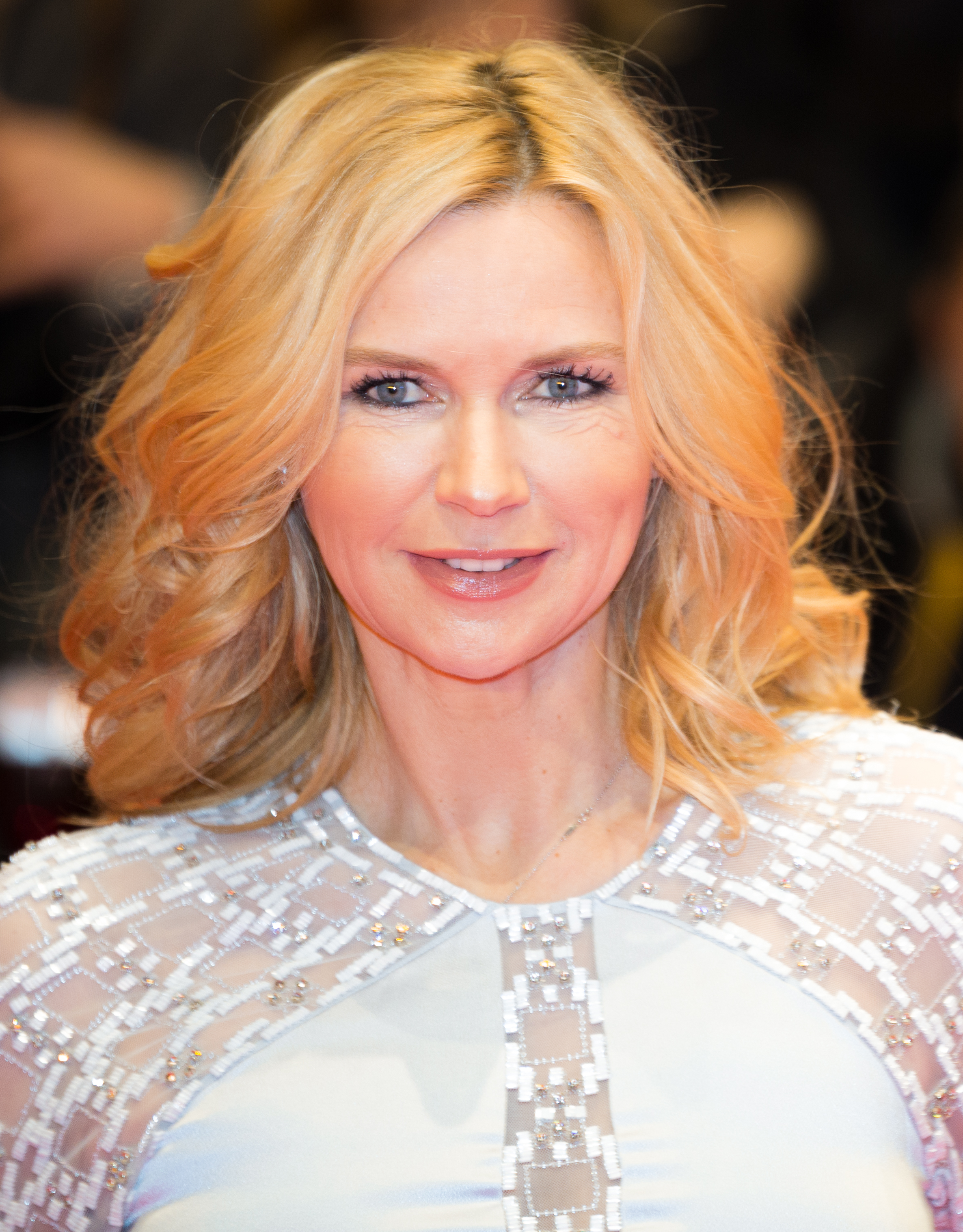
Veronica Ferres, 2017

Veronika Maria Cäcilia Ferres (* 10. Juni 1965 in Solingen) ist eine deutsche Schauspielerin und Autorin. Mit der Hauptrolle in Sönke Wortmanns Kinofilm Das Superweib wurde sie 1996 einem größeren Publikum bekannt. Für ihre Darstellung der Nelly Mann in der Fernsehproduktion Die Manns – Ein Jahrhundertroman von Heinrich Breloer wurde sie 2002 mit dem Adolf-Grimme-Preis in Gold ausgezeichnet.

## Leben

### Frühe Jahre
Veronica „Vroni“ Ferres wuchs als jüngstes von drei Kindern und einzige Tochter des Kohlen- und Kartoffelhändlers Peter Ferres und seiner Frau Katharina auf dem elterlichen Hof auf.

### Ausbildung und Theater
Als Jugendliche spielte Ferres in der Schultheatergruppe und wirkte beim Kölner Theater Die Bacchanten mit. 1984 machte sie ihr Abitur am Gymnasium Schwertstraße in Solingen. Danach studierte sie Germanistik, Theaterwissenschaft und Psychologie an der Ludwig-Maximilians-Universität München, verließ die Universität allerdings ohne einen Abschluss.
Nachdem einige staatliche Schauspielschulen sie wegen ihrer Körpergröße von 1,80 m abgelehnt hatten, nahm Ferres privaten Schauspielunterricht am Max Reinhardt Seminar in Wien und legte eine staatliche Prüfung in Klassischem Schauspiel ab. Sie begann ihre Karriere am Theater und spielte am Düsseldorfer Schauspielhaus, am Bayerischen Staatstheater und in Kleinkunst- und Off-Theatern, bevor sie hauptsächlich in Fernsehfilmen und -serien zu sehen war.

### Film und Fernsehen
1988 spielte Ferres in ihrem ersten Kinofilm Die Geierwally von Walter Bockmayer die Magd. In Die Zweite Heimat von Edgar Reitz spielte sie 1992 das Mädchen Dorli aus der Provinz. Es folgte die Rolle der Sekretärin in der ZDF-Familienserie Unser Lehrer Doktor Specht (1992) und die kölsche Proletarierin in Tom Gerhardts Voll normaaal (1994).
1992 spielte sie die Muse des Fritz Knobel in Schtonk! unter der Regie von Helmut Dietl, mit dem sie von 1990 bis 1999 liiert war. Dieser besetzte sie 1997 auch als Schneewittchen für den Film Rossini und 1999 als Schauspielerin Maria in der Mediensatire Late Show. Zu den großen Erfolgen des ZDF-Fernsehspiels zählt mit etwa neun Millionen Zuschauern der Zweiteiler Eine ungehorsame Frau (1998) mit Ferres in der Hauptrolle. Im Jahr darauf spielte sie in der internationalen Produktion Ladies Room an der Seite von John Malkovich. Mit diesem stand sie seither in mehreren Filmen gemeinsam vor der Kamera, zum letzten Mal 2013 in der internationalen Kinoproduktion Casanova Variations.
Ebenfalls zu sehen war sie 1993 bis 1994 in der Fernsehserie Peter und Paul an der Seite von Helmut Fischer und Hans Clarin und in einer Folge des Bullen von Tölz. 1995 übernahm sie in der Rolle der Marita eine der Hauptrollen an der Seite von Peter Bongartz in dem ZDF-Unterhaltungsspecial Glück auf Raten. Mit der Hauptrolle im Kinofilm Das Superweib (1996) wurde sie einem breiten Publikum bekannt. Rund 2,4 Millionen Zuschauer sahen diese Produktion. Seitdem arbeitet Ferres auch in internationalen Produktionen, so im Jahr 2000 für das französische Fernsehen als Madame Thénardier im Vierteiler Les Misérables – Gefangene des Schicksals oder als gehbehinderte Gräfin in Das Findelkind an der Seite von Pierre Richard.
2001 verkörperte sie Nelly Mann in der vielfach ausgezeichneten Fernsehproduktion Die Manns – Ein Jahrhundertroman von Heinrich Breloer, wofür sie den Adolf-Grimme-Preis in Gold erhielt. 2002 bis 2004 spielte Ferres die Buhlschaft in der Jedermann-Inszenierung bei den Salzburger Festspielen. Im August 2010 wurde sie dafür von der österreichischen Tageszeitung Salzburger Nachrichten zur „besten Buhlschaft aller Zeiten“ gekürt. Im Fernsehdrama Annas Heimkehr (2003) spielte sie das Dienstmädchen Anna Schweighofer, das ein jüdisches Mädchen vor der Deportation rettet. Dieser Film erzählt die Lebensgeschichte von Charlotte Knobloch. In dem Zeichentrickfilm Till Eulenspiegel (2003), bei dem Eberhard Junkersdorf Regie führte, synchronisierte Ferres eine der Hauptrollen.

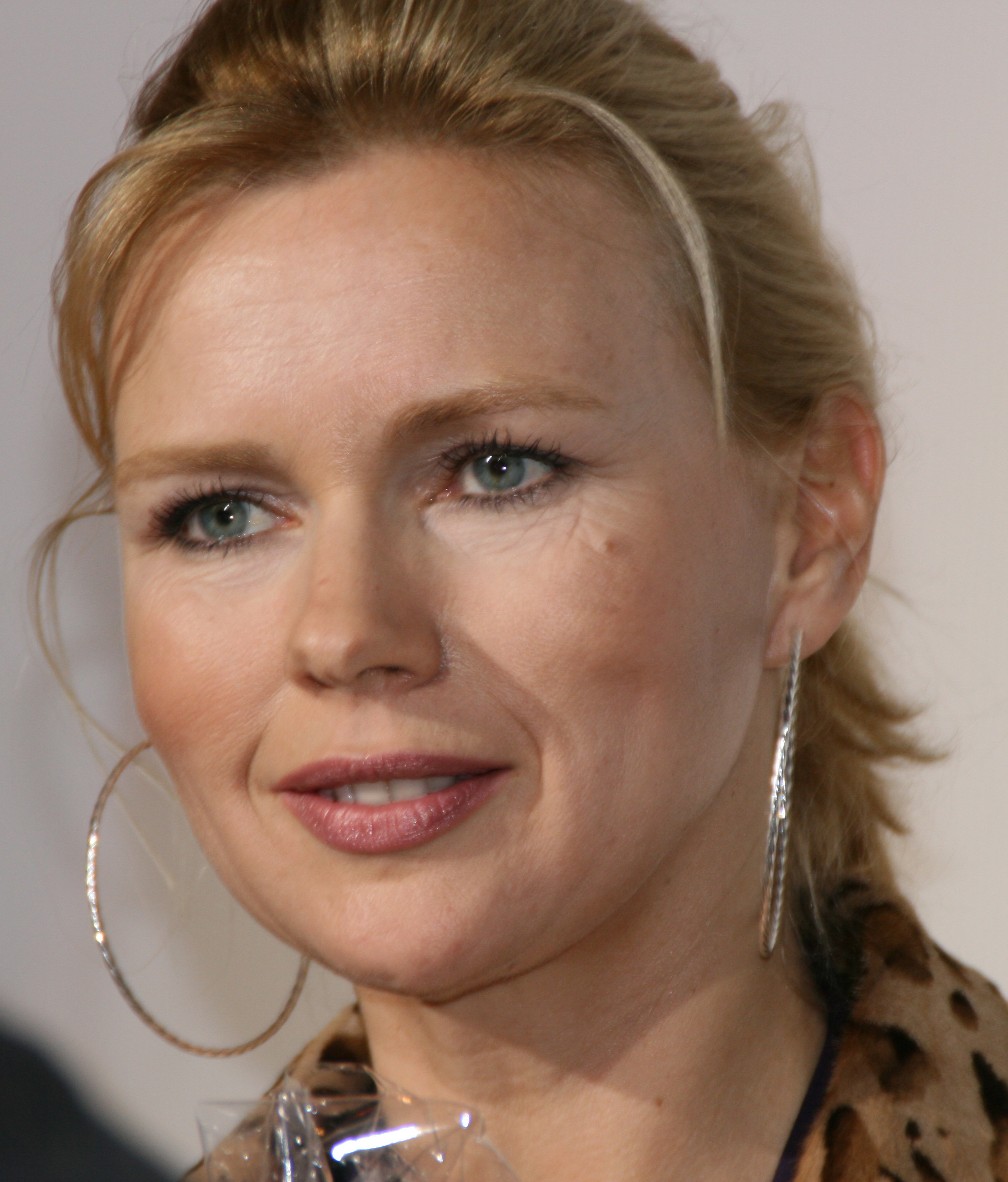
Veronica Ferres, 2007

Es folgte die Hauptrolle in dem Fernsehfilm Sterne leuchten auch am Tag von Roland Suso Richter (Regie) und Richard Reitinger (Buch) aus dem Jahre 2004, in dem es um ALS geht. 2006 übernahm sie eine der Hauptrollen im ZDF-Zweiteiler Neger, Neger, Schornsteinfeger!, in dem sie die alleinerziehende Mutter eines schwarzen Jungen während des Nationalsozialismus verkörpert. Im selben Jahr spielte sie im Kinofilm Die wilden Hühner erneut die Rolle einer Mutter und an der Seite von John Malkovich als Gustav Klimt die Emilie Flöge in der Filmbiografie Klimt des chilenischen Regisseurs Raúl Ruiz. Im Sommer 2007 drehte sie den Fernsehdreiteiler Die Patin – Kein Weg zurück in München.
Ebenfalls 2007 stand sie für die Fernsehspielfilme Mein alter Freund Fritz und Das Ende der Eiszeit von Friedemann Fromm vor der Kamera. Letzterer wurde 2007 als „Bester Fernsehfilm“ für den Deutschen Fernsehpreis nominiert; Ferres erhielt eine Nominierung als „Beste Schauspielerin“. Im darauffolgenden Jahr erhielt sie den Deutschen Fernsehpreis als „Beste Schauspielerin“ für den zweiteiligen Fernsehfilm Die Frau vom Checkpoint Charlie. In diesem kämpft eine Mutter im Westen um ihre beiden Töchter, die in der DDR gefangen gehalten werden. Der Film lehnte sich an die wahre Geschichte der Jutta Fleck an, die als „Frau vom Checkpoint Charlie“ bekannt wurde.
Darüber hinaus wirkte Ferres 2008 auch an anderen Filmen mit: So spielte sie eine der Hauptrollen in dem Fernsehfilm Das Wunder von Berlin, der als „Bester Film“ für den Deutschen Fernsehpreis und den Emmy nominiert wurde. Eine weitere Produktion des Jahres 2008 war der Kinofilm Ein Leben für ein Leben – Adam Resurrected, in dem Jeff Goldblum und Willem Dafoe die Hauptrollen verkörperten. Zudem folgten im Herbst und Winter 2008/2009 Dreharbeiten in Südafrika für Das Geheimnis der Wale unter der Regie von Philipp Kadelbach, wobei Ferres und Christopher Lambert die Hauptrollen übernahmen.
Im Frühling 2009 stand sie in München für den ARD-Fernsehfilm Rosannas Tochter vor der Kamera. Die männliche Hauptrolle übernahm Fritz Karl. Das Drehbuch, das der Filmautor Christian Jeltsch nach der gleichnamigen Romanvorlage von Amelie Fried verfasste, wurde von Franziska Buch inszeniert. Im Herbst des gleichen Jahres drehte Ferres für den Kinofilm Das Leben ist zu lang, bei dem Dani Levy Regie führte, in Berlin und Italien. Die Hauptrolle wurde von Markus Hering verkörpert. Ebenfalls in diesem Herbst spielte sie im Film Sie hat es verdient mit, bei dem sie auch als Co-Produzentin mitwirkte. Dieser Spielfilm von Autor und Regisseur Thomas Stiller erzählt von Jugendlichen, die – selbst aus der Bahn geworfen – ihren Hass an anderen auslassen.
Darüber hinaus übernahm Ferres 2009 in der Kinoproduktion Unter Bauern – Retter in der Nacht von Ludi Boeken die Hauptrolle der Holocaust-Überlebenden Marga Spiegel. 2010 folgten erneut Auftritte in mehreren Fernsehproduktionen, unter anderem spielte sie die Rolle der Mutter von Marco Weiss in dem Fernsehfilm Marco W. – 247 Tage im türkischen Gefängnis und die der bösen Hexe in dem Märchenfilm Das blaue Licht der ARD-Reihe Sechs auf einen Streich.

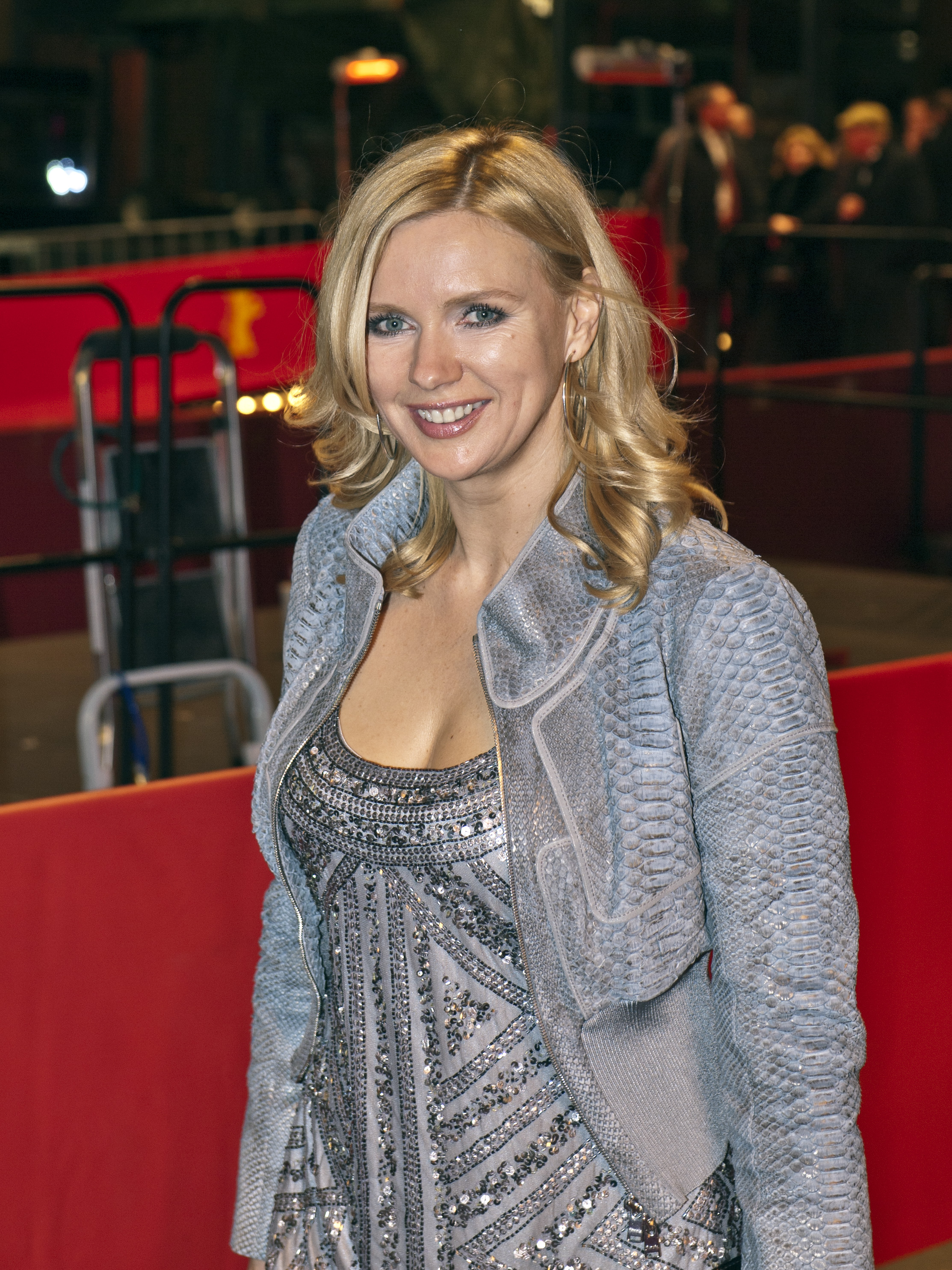
Veronica Ferres, 2011

Im selben Jahr verkörperte sie ebenfalls die Rolle der Natasha in dem Kinofilm Das Leben ist zu lang unter der Regie von Dani Levy. Neben Die kleine Lady, einer Adaption des Kinderbuchklassikers Der kleine Lord, in der sie eine Frauenrechtlerin spielt, und der Literaturverfilmung von Pavel Kohout Die lange Welle hinterm Kiel, in der sie neben Mario Adorf und Christiane Hörbiger vor der Kamera stand, drehte sie 2011 auch den Fernsehfilm Tsunami – Das Leben danach. Seit 2011 spielt sie auch die Hauptrolle in der ZDF-Krimireihe Lena Fauch.
2012 war Ferres in dem Kinofilm Der Teufelsgeiger neben dem Geiger David Garrett zu sehen. In den Kinoverfilmungen des Jugendbuchbestsellers Rubinrot und Saphirblau von Kerstin Gier verkörperte sie die Rolle der Grace. Ebenfalls 2012 war sie in den Fernsehproduktionen Mein Mann, ein Mörder unter der Regie von Lancelot von Naso an der Seite von Ulrich Noethen und in Hafen der Düfte unter der Regie von Peter Gersina zu sehen. 2013 drehte sie mit Dominic Raacke die Komödie Das Glück der Anderen.
2013 spielte Ferres in der Komödie König von Deutschland unter der Regie von Helmut Dietls Sohn David an der Seite von Olli Dittrich eine deutsche „Durchschnittsehefrau“. In der Verfilmung des Bestsellers Hector and the Search for Happiness stand sie unter anderem neben Simon Pegg, Jean Reno, Christopher Plummer, Toni Collette und Rosamund Pike vor der Kamera. 2014 folgte der US-amerikanische Thriller Pay the Ghost mit Nicolas Cage in der Hauptrolle. In der deutschen Komödie Der Nanny, einer Produktion von Matthias Schweighöfer, spielte Ferres 2014 ein Kindermädchen.
Im selben Jahr war sie in der Fernsehproduktion Die Staatsaffäre als deutsche Bundeskanzlerin zu sehen. 2015 spielte sie die weibliche Hauptrolle in dem Film Salt and Fire an der Seite von Michael Shannon und Gael García Bernal unter der Regie von Werner Herzog, der auch das Drehbuch zum Film verfasste. Der Film spielt in der Salzwüste Boliviens auf 4200 m Höhe. Im Juni 2018 gab TLC bekannt, dass Ferres ab dem 9. Oktober 2018 die Kriminaldokumentationsserie Married with Secrets moderieren wird.
2019 drehte sie unter anderem Crisis mit Gary Oldman und Luke Evans, den Mystery-Thriller The Darker The Lake unter der Regie von Lok Kwan Woo, die romantische Komödie Love, Weddings And Other Disaster mit Diane Keaton und Jeremy Irons in den Hauptrollen, Best Sellers mit Michael Caine und Every Breath You Take mit Casey Affleck, Michelle Monaghan und Sam Claflin. Im Jahr 2020 spielte sie im Thriller Zero Contact die Hauptrolle an der Seite von Anthony Hopkins und 2021 drehte sie Paradise Highway u. a. mit Juliette Binoche und Morgan Freeman. Im Oktober 2020 nahm sie als Biene an der dritten Staffel der ProSieben-Sendung The Masked Singer teil und schied in der ersten Folge aus.
Im Jahr 2022 war sie in dem Actionthriller The Bricklayer neben Aaron Eckhart und Nina Dobrev zu sehen. Ebenso spielte sie in der Krimireihe Tatort eine Episoden-Hauptrolle in Königinnen, unter der Regie von Rudi Gaul. Im gleichen Jahr verkörperte Veronica Ferres in der Neuverfilmung von Robert E. Howards Original-Marvel-Comic Red Sonja, unter der Regie von M.J. Bassett die Mutter von Red Sonja, an der Seite von Matilda Lutz, Wallis Day und Robert Sheehan und finalisierte die englischsprachige Streaming-Serie El Turco.
2023 stand Veronica Ferres u. a. in der weiblichen Hauptrolle für den amerikanischen Kinofilm The Unholy Trinity unter der Regie von Richard Gray an der Seite von Pierce Brosnan und Samuel L. Jackson vor der Kamera. Ebenso wird sie 2024 in der ZDFneo-Horrorserie Hameln unter der Regie von Rainer Matsutani sowie in der ZDF-Comedyserie Andere Eltern unter der Regie von Lutz Heineking junior zu sehen sein.

### Tätigkeit als Autorin
2007 erschien ihr Kinderbuch Nein, mit Fremden geh ich nicht! Es wurde von der „Deutschen Akademie der Künstler- und Jugendliteratur e. V.“ im März 2007 zum „Buch des Monats“ gewählt. Zwei Jahre später wurde Fass mich nicht an! veröffentlicht. Beide Bücher wurden von Julia Ginsbach illustriert und sollen Kinder für gefährliche Situationen sensibilisieren. Am 14. März 2011 erschien das Buch Kinder sind unser Leben bei Droemer Knaur, das Ferres zusammen mit Nicole Maibaum verfasste. In diesem werden 15 außergewöhnliche Menschen porträtiert, die sich für die Rechte von Kindern einsetzen. Darüber hinaus wirkte Ferres an verschiedenen Hörbuchproduktionen mit, u. a. beim Rilke Projekt. Sie brachte sich auch im Buch Briefe bewegen die Welt ein, das 2010 von Hellmuth Karasek herausgegeben wurde.

### Sonstiges
Ferres sitzt im Beirat der Metropolitan School Frankfurt, die von ihrem Bruder geleitet wird. 2002 gründete sie mit ihrem damaligen Ehemann Martin Krug die Produktionsfirma Bella Vita Film GmbH, die unter anderem den ARD-Zweiteiler Kein Himmel über Afrika (2005) sowie die Filme Das Geheimnis der Wale und Rosannas Tochter realisierte. Nach der Trennung von Krug zog sie sich aus dem Unternehmen zurück und gründete 2012 ihre eigene Produktionsfirma, Construction Filmproduktion mit Sitz in München.
Im Januar 2008 wurde Ferres als Testimonial für Adler Modemärkte engagiert. Die vorgesehene Vergütung betrug 800.000 Euro jährlich. Nachdem die ursprünglich zur Metro Group gehörige Kette durch die Sanierungsgesellschaft BluO übernommen worden war, trennte sich das neue Management des Unternehmens von Ferres. Der Geschäftsführer Martin Vorderwülbecke begründete dies damit, dass die Schauspielerin vom Vorbesitzer aufgrund ihres positiven Images engagiert worden sei und sie dieses wegen ihres „ehebrecherischen Verhältnisses“ verloren habe. Im Laufe des daraufhin von Ferres angestrengten Prozesses kam es zu einem Vergleich zwischen den Parteien: Sie erhielt statt der von ihr geforderten knapp 460.000 Euro eine Summe von 400.000 Euro von der Modekette, die zusätzlich 75 Prozent der Prozesskosten übernahm. Ab 2005 war Ferres Werbeträgerin der Beauty-Linie Diadermine, für die sie auch im Ausland geworben hat. 2012 trat Ferres als Testimonial im Rahmen einer Werbekampagne der Bild-Zeitung auf.
2008 veröffentlichte das Magazin Park Avenue in seiner Juni-Ausgabe eine Reportage mit dem Titel Fall Ferres – Eine Schauspielerin zwischen Gutmenschen-Sucht und Geltungsdrang. Ferres sah sich durch die Veröffentlichung in ihrem Persönlichkeitsrecht verletzt und erwirkte kurz darauf eine einstweilige Verfügung vor dem Landgericht Hamburg, nach der das Magazin eine Gegendarstellung drucken musste. Die folgende Klage der Schauspielerin gegen den Verlag auf Zahlung einer hohen Geldentschädigung wurde vom Hamburger Landgericht als unbegründet abgewiesen.

### Soziales Engagement
Ferres war von 2002 bis 2009 Schirmherrin des Power-Child e. V. zur Prävention von sexueller Gewalt gegen Kinder und Jugendliche. Dort sammelte sie Spenden, womit sie Theaterstücke für Kindergärten und Grundschulen finanzierte. Seit 2009 sammelt sie Spenden für die HOPE Cape Town Association & Trust, einen gemeinnützigen Verein, der sich in Südafrika für HIV-positive und tuberkulosekranke Menschen engagiert. Des Weiteren engagierte sich Ferres 2010 als Botschafterin der SOS-Kinderdörfer.
Seit 2011 ist Ferres internationale Botschafterin für das Hadassah Medical Center in Jerusalem. 2013 wurde sie hierfür mit dem Hadassah-Award „Citizen of the World“ ausgezeichnet. Des Weiteren ist sie Schirmherrin für das evangelikale Hilfswerk Die Arche – Christliches Kinder- und Jugendwerk Deutschland. Im Februar 2012 übernahm sie die Schirmherrschaft für das Kinderhospiz Burgholz im bergischen Städtedreieck. Sie engagiert sich ebenfalls ehrenamtlich für die DKMS Life, indem sie unter anderem bei Veranstaltungen als Gastrednerin auftritt.

### Kritik und Kontroversen
2014 enthüllte Der Spiegel, dass Ferres und Maschmeyer Geldvermehrung mit Dividendenstrippings betrieben.
Ferres musste sich wegen ihrer Rollenauswahl, ihrer Aktivitäten außerhalb der Schauspielerei und ihres Privatlebens auch mit kritischen Stimmen auseinandersetzen. So wurde ihr ihre Vorliebe für „positive“ Frauenrollen, insbesondere überdurchschnittlich häufig die Rolle der „tapferen Mutter“, als Einseitigkeit und Flachheit zum Vorwurf gemacht.

### Privates

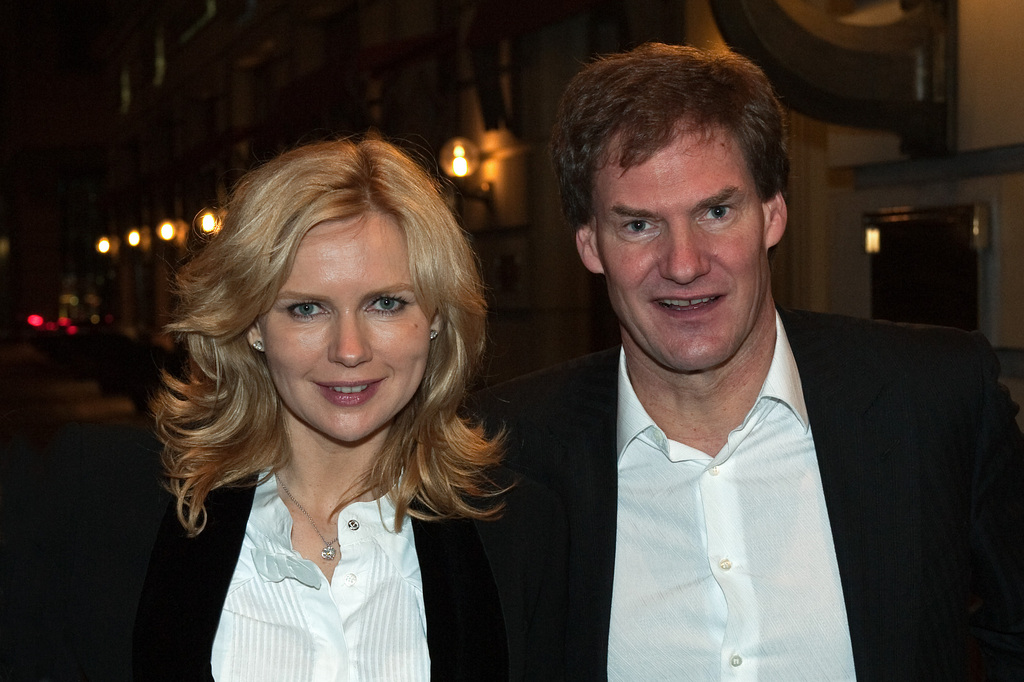
Veronica Ferres und Carsten Maschmeyer, 2010

Ferres war von 1990 bis 1999 mit Helmut Dietl liiert. Sie arbeiteten gemeinsam an Filmen wie Schtonk (1991), Rossini (1997), Late Show (1999). Im Februar 2000 gaben sie ihre Trennung bekannt.
Im Frühjahr 1999 fiel sie wegen einer enzephalitischen Meningitis, einer Hirnhautentzündung, ins Koma und musste anschließend Gehen und Sprechen neu lernen.
Im Mai 2001 heiratete sie kurz vor der Geburt der gemeinsamen Tochter Lilly Krug, die heute ebenfalls als Schauspielerin tätig ist, in Salzburg den Werbemanager Martin Krug. Im November 2008 gab Ferres die einvernehmliche Trennung von Krug bekannt, im Juni 2010 wurde die Ehe geschieden.
Seit 2009 ist sie mit dem deutschen Finanzunternehmer Carsten Maschmeyer zusammen. Das Paar heiratete am 27. September 2014 in Nizza. Im Februar 2017 nahm Ferres an der Bundesversammlung zur Wahl des deutschen Bundespräsidenten teil.

## Filmografie

### Kinofilme
- 1987: Der Unsichtbare
- 1988: Die Geierwally
- 1992: Der Papagei
- 1992: Schtonk!
- 1992: Babylon – Im Bett mit dem Teufel
- 1994: Voll normaaal
- 1996: Das Superweib
- 1996: Honigmond
- 1997: Rossini
- 1999: Late Show
- 1999: Die Braut
- 2000: Ladies Room
- 2000: Findelkind
- 2006: Klimt
- 2006: Die Wilden Hühner
- 2006: Bye, bye Harry
- 2007: Die Wilden Hühner und die Liebe
- 2008: Die Wilden Hühner und das Leben
- 2008: Ein Leben für ein Leben – Adam Resurrected (Adam Resurrected)
- 2009: Unter Bauern – Retter in der Nacht
- 2010: Das Leben ist zu lang
- 2013: König von Deutschland
- 2013: Rubinrot
- 2013: Der Teufelsgeiger (Paganini: The Devil’s Violinist)
- 2014: Saphirblau
- 2014: Hectors Reise oder die Suche nach dem Glück (Hector and the Search for Happiness)
- 2014: Casanova Variations
- 2015: Der Nanny
- 2015: Meister des Todes
- 2015: Pay the Ghost
- 2016: Short Term Memory Loss
- 2016: The Comedian
- 2016: Salt and Fire
- 2017: Unter deutschen Betten
- 2018: Intrigo – Tod eines Autors
- 2018: Siberia – Tödliche Nähe
- 2018: Head Full of Honey
- 2019: Love, Weddings & Other Disasters
- 2019: Malou
- 2020: Meister des Todes 2
- 2021: Crisis
- 2021: Best Sellers
- 2021: The Unforgivable
- 2021: Every Breath You Take
- 2021: Zero Contact
- 2022: The Darker the Lake
- 2022: Paradise Highway
- 2022: Red Sonja
- 2024: The Bricklayer – Tödliche Geheimnisse (The Bricklayer)
- 2024: The Unholy Trinity
- 2025: Red Sonja

### Fernsehfilme
- 1993: Die skandalösen Frauen
- 1993: Die zweite Heimat – Chronik einer Jugend (Mehrteiler)
- 1994: Fatale Mutterliebe
- 1995: Glück auf Raten
- 1996: Katharina die Große (Catherine the Great)
- 1997: Doktor Knock
- 1997: Die Chaos-Queen
- 1998: Eine ungehorsame Frau
- 1999: Jack’s Baby
- 2001: Die Manns – Ein Jahrhundertroman
- 2001: Les Misérables – Gefangene des Schicksals (Vierteiler)
- 2001: Bobby
- 2003: Für immer verloren
- 2003: Annas Heimkehr
- 2003: Stärker als der Tod
- 2004: Die Rückkehr des Tanzlehrers
- 2004: Sterne leuchten auch am Tag
- 2005: Kein Himmel über Afrika
- 2006: Neger, Neger, Schornsteinfeger!
- 2007: Vom Ende der Eiszeit
- 2007: Mein alter Freund Fritz
- 2007: Die Frau vom Checkpoint Charlie
- 2008: Das Wunder von Berlin
- 2008: Die Patin – Kein Weg zurück (Dreiteiler)
- 2010: Das Geheimnis der Wale
- 2010: Rosannas Tochter
- 2010: Das blaue Licht
- 2011: Mein eigen Fleisch und Blut
- 2011: Marco W. – 247 Tage im türkischen Gefängnis
- 2011: Sie hat es verdient
- 2012: Die kleine Lady
- 2012: Die lange Welle hinterm Kiel
- 2012: Tsunami – Das Leben danach
- 2013: Mein Mann, ein Mörder
- 2013: Hafen der Düfte
- 2014: Das Glück der Anderen
- 2014: Die Staatsaffäre
- 2018: Liebe auf den ersten Trick
- 2018: Unzertrennlich nach Verona
- 2020: Meister des Todes 2
- 2024: Andere Eltern - Die 1. Klasse

### Fernsehserien und -reihen
- 1985: Büro, Büro, Staffel 2
- 1985: Tatort: Schicki-Micki
- 1989: Pyjama für drei (12 Folgen)
- 1989: Tatort: Blutspur
- 1992: Der Bergdoktor (Folge Der Fiedel-Joscha)
- 1993: Ein Bayer auf Rügen (13 Folgen)
- 1993: Tatort: Alles Palermo
- 1993–1996: Unser Lehrer Doktor Specht (29 Folgen)
- 1994: Kommissar Rex (Folge Ein perfekter Mord)
- 1994: Tatort: … und die Musi spielt dazu
- 1996: Der Bulle von Tölz: Unter Freunden
- 1996: RTL Samstag Nacht (Special-Folge Veronica Ferres)
- 2012–2016: Lena Fauch
  - 2012: Lena Fauch und die Tochter des Amokläufers
  - 2013: Gefährliches Schweigen
  - 2014: Vergebung oder Rache
  - 2016: Du sollst nicht töten
- 2018: Im Wald – Ein Taunuskrimi
- 2018: Jerks. (Folge Paul)
- 2019: Berlin Station (Folge 3x10 Book of the Fallen)
- 2023: Tatort: Königinnen
- 2024: Mordsschwestern – Verbrechen ist Familiensache (Fernsehserie, Staffel 3)
- 2024: Hameln (Fernsehserie)
- 2025: Alpentod – Ein Bergland-Krimi: Alte Wunden (Fernsehreihe)
- 2025: Alpentod – Ein Bergland-Krimi: Gemeinsame Ziele (Fernsehreihe)

## Theatrografie
- 1985: Die Bernauerin, Regie: August Everding, Bayerische Staatsoper in München
- 1986: Die Geierwally in der Regie von Walter Bockmayer am Düsseldorfer Schauspielhaus, Theater Die Springmaus Bonn und Theater am Lenbachplatz
- 1988: Korbes (Tankred Dorst), Regie: Jaroslav Chundela, Bayerisches Staatsschauspiel
- 1989: Hören Sie mal, Einpersonenstück, Regie: Bettina Reitz, Bayerisches Staatstheater und Marstall München
- 1990: Die Geisterbahn, Regie: Volker Heyn, Münchner Opernfestspiele, AZ Stern des Jahres
- 1990: Drei Schwestern, Regie: Andreas Braun, Landestheater Coburg
- 1990: Der eingebildete Kranke, Regie: Andreas Braun, Landestheater Coburg
- 1990: Endstation Sehnsucht, Regie: Andreas Braun, Landestheater Coburg
- 2001: Die Kassette, Regie: Anselm Weber, Residenztheater München
- 2002–2004: Jedermann – Die Buhlschaft, Regie: Christian Stückl, Salzburger Festspiele

## Auszeichnungen
Bambi
- 1992: Auszeichnung in der Kategorie Schauspiel National für die Rolle der Martha in Schtonk
- 2005: Auszeichnung in der Kategorie Schauspiel National für die Rolle der Veronika Molin in Die Rückkehr des Tanzlehrers

Bayerischer Fernsehpreis
- 2002: Auszeichnung in der Kategorie Beste Schauspielerin in einem Fernsehfilm für die Rolle der Nelly in Die Manns – Ein Jahrhundertroman
- 2004: Auszeichnung in der Kategorie Beste Schauspielerin in einem Fernsehfilm für ihre Rollen in Annas Heimkehr, Für immer verloren und Stärker als der Tod
- 2023: Auszeichnung mit dem Preis des Ministerpräsidenten (Verleihung 2024)[77]

Deutscher Fernsehpreis
- 2007: Nominierung in der Kategorie Beste Schauspielerin für ihre Rolle in Vom Ende der Eiszeit
- 2008: Auszeichnung in der Kategorie Beste Schauspielerin für ihre Rolle in Die Frau vom Checkpoint Charlie

Goldene Kamera
- 1998: Auszeichnung in der Kategorie Beste Schauspielerin National für ihre Rollen in Rossini, Die Chaos Queen, Dr. Knock und Eine ungehorsame Frau
- 2002: Auszeichnung für ihre Rolle in Bobby

Adolf-Grimme-Preis in Gold
- 1998: Nominierung für ihre Rollen in Die Chaos Queen, Dr. Knock und Eine ungehorsame Frau
- 2002: Auszeichnung für Die Manns – Ein Jahrhundertroman

Goldene Romy
- 2002: Auszeichnung in der Kategorie Beliebteste Schauspielerin für ihre Rollen in Bobby und Die Manns – Ein Jahrhundertroman

Weitere Preise und Ehrungen
- 1999: Auszeichnung in der Kategorie Beste Schauspielerin für ihre Rolle in Die Braut beim 9. Internationalen Film-Festival Pescara, Italien
- 2005: DIVA-Award in der Kategorie German Award (Hall of Fame)
- 2006: Bayerischer Verdienstorden
- 2006: Goldene Feder
- 2007: Hans-Rosenthal-Ehrenpreis[78]
- 2007: Buch des Monats der Deutschen Akademie für Kinder- und Jugendliteratur im März 2007 für das Kinderbuch Nein, mit Fremden geh ich nicht
- 2007: Bad Iburger Kinderliteraturpreis „Schlossgeschichten“ für das Kinderbuch Nein, mit Fremden geh ich nicht
- 2007: Pannekopp des Jahres für ihre Verdienste um die „Reinerhaltung der Sprache im Ruhrgebiet“[79]
- 2008: Jupiter in der Kategorie Bester TV-Film für Die Frau vom Checkpoint Charlie
- 2009: Steiger Award in der Kategorie Film
- 2010: Signis Award im Rahmen des internationalen Filmfests DC in Washington für Unter Bauern – Retter in der Nacht
- 2013: Hadassah Citizen of the World Award für ihr soziales Engagement für Israel[80]
- 2017: Askania Award in der Kategorie Beste Schauspielerin
- 2018: Sankt Georgs Orden des Dresdner Opernballs
- 2020: Ehrenpreis des Filmfestivals Kitzbühel[81]